# James Forman
James Forman (ur. 4 października 1928 w Chicago, zm. 10 stycznia 2005 w Waszyngtonie) – amerykański działacz na rzecz praw obywatelskich Afroamerykanów.

## Życiorys
Urodził się 4 października 1928 w Chicago. Służył w armii podczas wojny koreańskiej. Jako Afroamerykanin doświadczył na sobie prześladowań rasistowskich ze strony policji. Na uczelni w Chicago był liderem ruchu studenckiego.
W latach 1961–1966 był sekretarzem Pokojowego Komitetu Koordynacyjnego Studentów, odgrywając kluczową rolę w działaniach na rzecz równych praw Afroamerykanów. W 1963 był jednym z głównych organizatorów Marszu na Waszyngton. Działał także na rzecz praw bezrobotnych.
W 1980 ukończył na Uniwersytecie Cornella przerwane w latach 60. studia, obronił także doktorat. Był autorem wielu publikacji, m.in.:
- Sammy Younge, Jr. (1968)
- The Making of Black Revolutionaries
- Liberation Viendra d’une Chose Noir
- The Political Thought of James Forman
- Self-Determination: An Examination of the Question & its Application to the African-American People.